# Farmington (Contea di Washington, Wisconsin)
Farmington è un comune degli Stati Uniti, situato in Wisconsin, nella Contea di Washington.